# Писане
Писане е процесът на създаване на писмено съдържание, чрез записването на букви, цифри или други знаци. Обратният процес на възприемане на писмената информация се нарича четене. Историята на писането е неразривно свързана с историята на писмеността.
Писането е носител на човешката комуникация, която представлява език и емоция чрез изписването или записването на знаци и символи. В повечето езици писането е част от речта или говоримия език. Писането не е език, а форма на техника, която се развива като инструмент създаден от човешкото общество. При езиковата система писането разчита на структури на речта – лексика, граматика и семантика, с добавена зависимост от знаци или символи. Резултатът от писането се нарича текст, а получателя на текста се нарича четец. Причините за писането са публикуване на текстове, книги, и други; разказване на истории, кореспонденция и дневник. Писането е инструмент за запазване на човешката история, поддържане на човешката култура, разпространение на знания чрез медиите и формирането на правни системи.
С развитието на човешкото общество, писането се развива поради практическата нужда от обмен на информация, поддържане на счетоводство, кодифициране на законите и записване на историята за поколенията. Около 4-то хилядолетие пр.н.е., търговията и администрацията в Месопотамия се усложняват дотолкова, че човешката памет става недостатъчна за запомняне и представяне на търговските сделки в постоянна форма и така възниква по-надежден метод – писането. От друга страна, в Египет и Мезоамерика писмеността може да е възникнала поради нуждата от календар или отговаряйки на политическа необходимост от записване на исторически и природни събития.
Обратният процес на възприемане на писмената информация се нарича четене. Писането и четенето са основни елементи на грамотността и играят важна роля в културата.